# Клієнт-центрована терапія
Кліє́нт-центро́вана терапі́я (не директивна психотерапія, англ. person-centered therapy — «людино-центрована терапія» тому інколи пишеться PCT-психотерапія) — один із різновидів сучасної психотерапії, що була розроблена американським психологом Карлом Роджерсом і застосовується в такому напрямі, як гуманістична психологія, як в самій психологічній терапії так і в консультуванні (наприклад метод емпатичного слухання) та ставить на перше місце людину, як особистість та її самовдосконалення. Згідно з Н. Ф. Ка́ліною, «клієнт-центрована психотерапія — напрям, орієнтований на актуалізацію за допомогою розуміючого і глибоко особистого контакту між клієнтом і терапевтом уродженої тенденції організму і психіки до розвитку, самоорганізації і самозбереження з метою досягнення внутрішньої гармонії і задоволеності життям.»

## Основні риси

Карл Роджерс один із засновників і лідерів гуманістичної психології і творець клієнт-центрованої терапії

Сам К. Роджерс і його колега Р. Санфорд (1985) вказали на наступні основні риси клієнт-центрованої терапії:
1. Гіпотеза про те, що визначені установки психотерапевта утворюють необхідні і достатні умови терапевтичної ефективності.
2. Основний акцент на феноменологічному світі клієнта (звідси визначення психотерапії як «клієнт-центрованої»).
3. Терапевтичний процес орієнтований на зміни у переживаннях, на досягнення здатності більш повно жити в цей момент.
4. Увага більшою мірою до процесів зміни особистості, а не до статичної структури.
5. Гіпотеза про те, що одні й ті ж принципи психотерапії можна застосовувати до всіх людей, незалежно від того, до якої клінічної категорії вони віднесені — до осіб, які страждають психозами, невротиків або до психічно здорових людей.
6. Інтерес до філософських проблем, що випливають з практики психотерапії.[2]

Погляди психолога з часом дещо трансформувались, проте ключові ідеї залишились незмінними. Основна ідея особистісного контакту клієнта та психотерапевта з часом стала тільки сильніше підкреслюватись Роджерсом.
Поняття «клієнт» (особа, що отримує певні послуги, в даному разі психологічні) замість більш «медичного» — «пацієнт», теж запропонував використовувати Роджерс. Таким чином людина, що звернулась до психолога за допомогою, теж несе відповідальність за зміни, що відбуваються з ним, крім цього, вона не є об'єктом діагностування і медичного лікування. Акцент у цьому випадку робиться на допомозі клієнту. Вона проявляється в коректуванні і стимулюванні саморозвитку та самореалізації.

## Створення клієнт-центрованої терапії
Карл Ренсом Роджерс почав наукову кар'єру в 1927 році в Інституті дитячого виховання в Нью-Йорку. Через рік він вступив на кафедру вивчення дітей Товариства запобігання жорстокого поводження з дітьми в Рочестері, штат Нью-Йорк. З 1940 року Роджерс обіймав посаду професора психології в університеті штату Огайо. Там він привернув увагу до своєї системи психотерапії, особливо після виходу в 1942 році книги «Консультування і психотерапія: нові концепції у практиці». З 1945 року він був виконавчим секретарем в Чиказькому університеті, а потім працював в університеті Вісконсіна. В 1951 році Роджерс опублікував книгу «Клієнт-центрована терапія: сучасна практика, сенс і теорія». Роджерс обіймав посаду президента Національної дослідницької ради Американської психіатричної асоціації і президента Американської психотерапевтичної академії в 1947 році. З 1966 року він працював у Центрі дослідження людини, у створенні якого брав участь.
Офіційне впровадження теорії Роджерса в психологію відбулося після його зустрічі з американськими психологами у 1940 році. У ранньому варіанті ця психотерапія, названа «недирективною психотерапією», акцент був зроблений на техніці рефлексії — словесному відображенні терапевтом почуттів клієнта («терапевтичне дзеркало»). За допомогою такого зворотного зв'язку останній отримує можливість усвідомити свої почуття і без терапевтичного керівництва, самостійно прийти до певних висновків і рішень. Мірнс (1980) вказував, що вищезгадана назва є невдалою, оскільки будь-яка психотерапія директивна за своєю суттю. В 1951 році Роджерс змінив назву терапії — вона стала іменуватися «клієнт-центрованою» або «клієнт-орієнтованою» (client-centered).

## Теорія клієнт-центрованої терапії
Каліна Н. Ф. відмітила, що для даного напряму «основним рушієм позитивної динаміки терапевтичного процесу є тенденція до актуалізації і подальшої реалізації внутрішнього потенціалу особистості. Карл Роджерс розглядав людську природу з позицій цілісності і вродженої мудрості, здатної спрямувати особу на шлях зцілення. Завдання терапевта зводиться до формування умов, за яких цей потенціал може бути актуалізований, оскільки всі психологічні і соціальні перепони, які йому заважають і спонукають його звертатися за психологічною допомогою до фахівців, спричинені блокуванням прагнення актуалізації власного психічного потенціалу». Роджерс писав у своїх працях, що практично кожна людина має цей психологічний потенціал, але не у кожного виходить реалізувати його. Реалізуючи його, людина ніби підіймається на новий щабель і отримує таким чином змогу розв'язувати свої проблеми. Шлях до самореалізації людини вчений порівнював з болючими першими кроками дитини.
У будь-якому вигляді психотерапії експліцитно або імпліцитно ставиться питання про ресурси для змін клієнта. Це може бути релаксація, впевненість, спокій, розважливість тощо. Ідея полягає в тому, щоби, по-перше, знайти ресурс зміни (всередині або поза клієнтом) і, по-друге, приєднати цей ресурс до проблемного переживання. Так, наприклад, в техніці систематичної десенсибілізації універсальним ресурсом є релаксація, яка, «приєднуючись до стресогенного об'єкта, десенсибілізує його». В підході Роджерса такий ресурс задається специфічними відносинами психотерапевта з клієнтом. Аналізуючи свій відомий, знятий на плівку, випадок роботи з міс Ман, Роджерс зазначав: «…те, що клієнт переживає в терапії, — це досвід бути коханим» (Rogers, Segal, 1955).

### Основні завдання і поняття
Основним завданням для психотерапевта має бути створення умов для «внутрішнього» росту клієнта. Щоб сприяти цьому психотерапевт має «відчути» проблему клієнта, для цього використовується методика «емпатичного слухання». Емпатичне розуміння сприяє подальшому спілкуванню психотерапевта і клієнта. Його можна проявити у фразах, що характеризують стан клієнта.
Важливіша не стільки точність розуміння клієнта сама по собі, а інтерес до внутрішнього світу клієнта з боку терапевта. Емпатія — це процес, в якому терапевт стає ближче до думок і почуттів клієнта. Емпатія в ширшому значенні — це розуміння емоційних станів іншої людини у формі співпереживання і співчуття. Точна емпатія — ідеальний випадок. На фізіологічному рівні емпатію розглядають, як активність мозку, що відображає стан і дії інших істот, часто описують як активність дзеркальних нейронів. Ці нейрони були вперше зареєстровані на початку 1990-х років у фронтальній корі мавп італійськими вченими Джакомо Ріццолатті, Вітторіо Галлезе та їхніми колегами з Пармського університету.
Емпатія в роботах Роджерса має наступні характеристики: по-перше, збереження в емпатичному процесі власної позиції того хто відчуває емпатію, збереження психологічної дистанції між ним і тим, до кого відчувають емпатію, або, іншими словами, відсутність в емпатії ототожнення між переживаннями того, до кого відчувають емпатію, і того, хто відчуває емпатію (що, власне, і відрізняє цей процес від подібного процесу ідентифікації). По-друге, наявність в емпатії співпереживання, а не просто емоційно позитивного відношення (симпатії). По-третє, це динамічний процес, а не статичний стан.

Ще однією умовою, необхідною для зміни клієнта, служить конгруентність психотерапевта. Ідею конгруентності добре ілюструє формула дзен: «Коли я голодний, я їм; коли я втомився, я сиджу; коли я хочу спати, я сплю». 

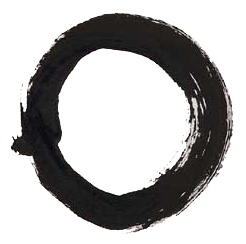
Енсо — символ дзен

Конгруентність (лат. congruens — збіг) — рівнозначність, взаємовідповідність якісно рівноцінних станів, процесів або переживань. Конгруентність проявляється в природних реакціях що проявляються у відповідь на певні бажання людини. Процес обмеження природних імпульсів автентичного саморозкриття блокується помилковими уявленнями про власне Я. Сформульоване Роджерсом поняття «Я-концепція» стало основою клієнт-центрованої терапії. Я-концепція особистості — стійка система уявлень особистості про себе, яка ґрунтується на усвідомленні й оцінюванні своїх фізичних, характерологічних та інших властивостей; інтегрований образ власного Я, на основі якого людина формує свої стосунки з іншими людьми. Уявлення, що мають переважно когнітивний, інтелектуальний характер, можуть не відповідати власним переживанням, досвіду і відчуттю Я. Тому важливою метою психотерапії є допомога клієнтові у досягненні стану конгруентності між внутрішніми аспектами Я і Я-концепцією і за необхідності — реорганізації Я-концепції.
Неконгруентність — наявність відмінностей між усвідомленням, досвідом переживань і когнітивними складовими цього досвіду. З погляду динаміки особистісних переживань конгруентність визначає стан, у якому різноманітні психічні зусилля і процеси злагоджені між собою. Цей стан характеризується відсутністю внутрішніх директив, що визначають модус «я повинен», і домінуючою спонукальною силою щодо дій і рішень. Конгруентність особистості виражається в її здатності бути автентичною собі, тобто справжньою. Передовсім вона має бути властива особистості терапевта, що виражається в здатності передати клієнту власні почуття і переживання. Неконгруентність є проявом застою в саморозвитку, порушенням процесу інтеграції подій у досвіді.

### Механізми клієнт-центрованої терапії
Сам Роджерс як механізм зміни клієнта розглядав самоактуалізуючу тенденцію. У відриві від конкретної особи клієнта і особливостей її руху в психотерапевтичному процесі важко вказати на спеціально роджеріанські процесуальні механізми змін. Це може бути як когнітивне переструктурування, так і дисоціація емоцій від когнітивної сфери, або ж розширення свідомості тощо. Завдання клієнт-центрованого терапевта полягає в тому, щоб створити умови ініціації механізму зміни клієнта. Вибір того, що буде робити клієнт в терапії, залишається за ним, наприклад коли він вибирає просто механізм катарсису (очищення), який полягає у «виговоренні» своїх проблем. Таким чином, специфічний психотерапевтичний механізм не обмежується рамками самої клієнт-центрованої терапії і її техніками. Вважають, що основною метою клієнт-центрованої терапії є об'єктивація самим клієнтом своєї проблеми та його відмежування від неї.

## Техніки психотерапії
Клієнт-центрована терапія здійснюється в індивідуальній і груповій формах. Терапевтичне інтерв'ю являє собою індивідуальну форму, в рамках якої зустрічаються психотерапевт і клієнт. Групова форма представлена групами зустрічей. Слід особливо підкреслити, що техніки клієнт-центрованого підходу — це не спосіб діяння (дії), а спосіб існування з клієнтом, тому вони не можуть розглядатися окремо від необхідних і достатніх умов терапевтичної зміни. Терапевт-роджеріанець несе відповідальність тільки за свою роботу, а змінюватися чи не змінюватися — це вибір клієнта.
Консультація в даній психотерапії має такий вигляд: терапевт і клієнт сідають навпроти один одного (часто під невеликим кутом). Контакт з клієнтом встановлюється протягом перших п'яти хвилин. Якщо цього не відбувається, то, як правило, клієнт блокується. Терапевт супроводжує клієнта в його власних переживаннях. Ця терапія є центрованою на клієнта, а не на проблему. Тому немає ніякої необхідності тягнути (підштовхувати) клієнта в його проблему. Клієнт сам може вибирати предмет розмови. Підштовхування до обговорення таємної проблеми може здійснюватися і безпосередніми питаннями, і невербальними засобами (наприклад, тональними зниженнями голосу: «Я відчуваю, що вам важко (зниження тону)». При цьому зміст реакції терапевта може бути індиферентним до проблеми клієнта. Терапевту важливо показати клієнтові свою готовність працювати з ним. Терапевт повинен відчувати, чи хоче клієнт говорити про свою проблему і як довго він може це робити, і рахуватися з цим.
Деякі клієнти не в змозі сформулювати власну проблему на психотерапевтичному сеансі. Формулювання проблеми або глибинних переживань клієнта за нього, по-перше, направляє клієнта, по-друге, «затягує» клієнта в проблему, не враховує готовності клієнта увійти в проблему самостійно. Формулювання проблеми або глибинних переживань клієнта за нього призводить до того, що терапевт йде попереду клієнта, випереджає його, задає процес.
Для того, щоб здійснити конструктивні зміни в особистості клієнта Карл Роджерс запропонував шість терапевтичних умов:
1. Пацієнт і психотерапевт повинні знаходитися в психологічному контакті. Роджерс постулював, що позитивної зміни не відбудеться в особистості пацієнта, якщо немає взаємин його з психотерапевтом.
2. Пацієнт перебуває в стані невідповідності, він вразливий і тривожний. Це пояснюється Роджерсом як невідповідність між дійсним переживанням людини її Я-концепцією щодо цього переживання.
3. Психотерапевт гармонійний або інтегрований. Це означає, що психотерапевт повинен тепло, щиро зустріти людину, створити позитивну атмосферу в їх взаєминах. Психотерапевт повинен бути відкритим для всіх переживань людини.
4. Психотерапевт відчуває позитивну увагу до клієнта. Він не дає оцінок його переживань і почуттів, хвалить за ті конструктивні зміни, які відбуваються з клієнтом. Він відноситься до нього з теплом і повагою. Сеанси терапії повинні проходити в спокійній атмосфері. У клієнта ж повинна створитися впевненість в тому, що його розуміють і приймають.
5. Психотерапевт відчуває емпатичне розуміння внутрішньої системи координат клієнта і прагне передати це клієнту. Терапевт повинен відчувати емпатію до клієнта, що свідчить про те, що терапевт відчуває внутрішній світ переживань, так, як ніби це його переживання і почуття.
6. Повинна відбутися передача клієнту емпатійного розуміння і безумовної позитивної уваги психотерапевта. Це говорить про те, що клієнт також повинен ставитися до психотерапевта, адже саме він відповідальний за свій особистісний ріст, а психотерапевт тільки сприяє цьому росту.

Спочатку Роджерс зробив акцент на «рефлексивній техніці» — психотерапевт віддзеркалює переживання клієнта, що дозволяє йому усвідомити свій внутрішній досвід, неузгодженість досвіду з Я-концепцією, спотворення Я-концепції. Це так званий психосоматичний резонанс. Психосоматичний резонанс — психосоматичний відгук у тілі терапевта на процеси й реакції, що відбуваються в тілесній сфері клієнта у процесі психотерапії. В останні роки в роботі Роджерса зросла частка метафор й інтуїції.
В клієнт-центрованій терапії застосовуються такі техніки:
1. «Техніка вибору» — психотерапевт дає можливість клієнту самому вибрати напрямок розмови для обговорення проблеми, вибираючи нейтральну репліку у відповідь на першу фразу клієнта. Таким чином клієнт сам вибирає змінюватись йому, вирішуючи свої проблеми, чи ні.
2. «Техніка повторів» — терапевт повторюючи останню репліку клієнта узагальнює сказане. Після повтореної репліки йде пауза, що спонукає клієнта продовжувати розповідь. Таким чином клієнт розуміє, що психотерапевт його слухає та розуміє.
3. Досить цікавою технікою є «метафора», що може використовуватись, як разовий терапевтичний прийом, так і постійно використовуватись протягом усієї терапії. Вона допомагає клієнту зануритись у свій власний символічний пласт власної свідомості, а також абстрагуватись від матеріального світу і виразити деякі свої бажання (наприклад агресивні)в іншомовній формі.
4. Також важливою технікою є «емпатичні відповіді». Емпатична відповідь — це вербалізація терапевтом світо- і самовідчуття клієнта. Емпатичні відповіді дають клієнту можливість відчути, що терапевт розуміє його стан та почуття[9].

## Результати психотерапії
Зміни клієнта йдуть в напрямку підвищення диференціювання реакцій і безпосередності переживання почуттів. В результаті психотерапії відбуваються такі зміни:
- підвищується відкритість досвіду;
- поглиблюються переживання;
- підвищується довіра до власних проявів, до самого себе;
- формується внутрішній локус оцінки;
- посилюється готовність увійти в «процес життя»;
- поглиблюється знання про себе в процесі переживання.

З прийняттям свого досвіду і переживань завжди пов'язаний значний ризик.
Тільки невелика частина особистості его-ідентифікована, або его-синтонна, тобто належить сфері Его. Деякі особисті прояви (риси, переживання) не є его-синтонними і утворюють сфери «не-Я» і «симптоматика». Дуже важлива якість особистості — це готовність бути в процесі розвитку. Сам Роджерс підкреслював, що це означає здатність відмовитись від фіксованих цілей і очікувань, готовність відмовитись від власних визначень життя, що можуть обмежити саморозвиток. Структура особистості згідно з даною терапією має такий вигляд: в центрі симптоматики знаходиться «Я» і «не-Я», як дві рівнозначні частини особистості.
Результатом розвитку особистості і максимально ефективної психотерапії стає «повністю функціонуюча особистість». Концептуально це поняття означає повну конгруентність, здатність долати перешкоди і труднощі життя, творчо себе реалізувати. В результаті двадцятип'ятирічної дослідницької програми виявлено, що така особистість характеризується позитивною Я-концепцією, ефективним соціальним функціонуванням і готовністю організму реагувати на будь-які зовнішні впливи. Очевидно, що психотерапевтичний процес просуває клієнта до показників «повністю функціонуючої особистості». Але клієнт має право зупинити терапію в будь-який момент і винести з неї рівно стільки, скільки може. Тому одним з найважливіших умов зміни клієнта в терапії є його готовність до цієї зміни.

Вільгельм Райх

Реальна психотерапевтична практика пов'язана з тим, що клієнт-центровані терапевти діють по-різному і вносять у психотерапевтичний процес свої особливості і особистісно значущі теоретичні конструкти. Таким чином, в реальному психотерапевтичному процесі ряд психотерапевтів фасилітують в клієнті «дитину». Ідея «повністю функціонуючої особистості» може трактуватися як ідея «дитини» в сенсі натуральності, природності почуттів, життя і проявів. Це вільне вираження любові, смутку, пристрасті, печалі, тривоги, гніву тощо. Людина, «закрита» до переживання та експресії гніву, значною мірою «закрита» до переживання та експресії любові. У цьому сенсі «повністю функціонуюча особистість» близька до «генітального характеру» Вільгельма Райха. Але клієнт може не приймати таке трактування «повністю функціонуючої особистості», як і психотерапевт.
Деякі терапевти розуміють «повністю функціонуючу особистість» як «духовну розвиненість», тобто роблять акцент не на життю, природності, натуральності, а, навпаки, на розумності, всепрощенні, спокої тощо. Одним словом, поза реальним процесом психотерапевтичної взаємодії важко говорити про абстрактні механізми і нормативи психотерапевтичної зміни клієнта в рамках клієнт-центрованого підходу.
Є дані про використання деякими психоаналітиками терапії Роджерса як паліативного, симптоматичного засобу, який до того ж призначається лише при актуальних (а не інфантильних) і неглибоких неврозах і дає лише короткочасний ефект. З цим важко погодитися, позаяк терапія Роджерса орієнтована на особистість, а не на симптом. У даній терапії клієнт прогресує настільки, наскільки він готовий це зробити, тому ефект може бути перманентним, паліативним або взагалі відсутнім, втім, як і при інших видах терапії.

## Клієнт-центрована терапія зараз і тенденції її розвитку
Для сучасного клієнт-центрованого підходу характерна розмитість концептуальних кордонів. Підхід Роджерса є гарною метафорою людини, і навряд чи його основні поняття («самоактуалізуюча тенденція», «повністю функціонуюча особистість», «емпатія», «безумовне позитивне ставлення до клієнта» тощо) мають теоретичний статус. Це ті квазіконцептуальні утворення, які швидше потрібно навчитися відчувати, переживати як деякі екзистенції. Їх розуміння без переживання неможливо, як неможливо чисто технічно забезпечити необхідні і достатні умови терапевтичної зміни клієнта.
Спроба додати головним «поняттям» гуманістичної психології концептуальний статус призводить до певних непорозумінь.
Інколи виникають ситуації, коли під вивіскою «клієнт-центрованої терапії» вживаються абсолютно різні, а деколи і взаємовиключні стилі і практики терапії. Критерій директивності-недирективності є певною мірою зовнішнім, він визначає лише стиль поведінки психотерапевта (жорсткий, спрямовуючий, усміхнений, привітний, батьківський, материнський і т. д.)

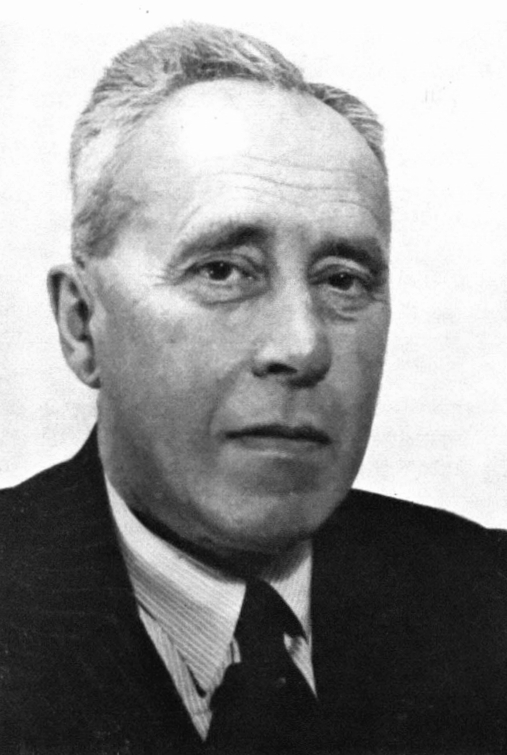
Йоган Гейзинга

Другою характерною рисою сучасного клієнт-центрованого підходу є терапевтичний еклектизм. Це абсолютно нормальне явище для психотерапевтів, але воно створює низку проблем для самої психотерапії. Поєднуються абсолютно протилежні, несумісні підходи. Так, відомий голландський клієнт-центрований терапевт Йоган Гейзинга поєднує PCT-терапію з біхевіоральною.
Ще однією характерною рисою є байдужість до патогенезу та структури розладів. PCT-терапія не має списку свідчень, тобто переліку тих видів розладів, при яких вона ефективна. З'ясовується, що її використовують при розв'язанні сімейних проблем, лікуванні сексуальних розладів, межових станів і вираженої психопатології. Хоча насправді такі явища як сексуальні розлади, девіації, парафілії, неврози не піддаються лікуванню цим видом психотерапії.
Нарешті, в концепції Роджерса практично відсутній вертикальний (духовний) вимір: «Бог помер, релігія більше не говорить з людиною в сучасному світі» (Тіллі, Роджерс). Духовність редукується до системи якісних міжособистісних відносин; Бог зникає у міжособистісному просторі. «Я» прагне знайти свою істинність в міжлюдських відносин, «Я-Ти» зв'язках. Сердешність і повага, безумовно, важливі, але можуть стати штучним середовищем сурогатного спілкування, яке не знає і не бажає знати реальність. На такому конвенціональному рівні РСТ-психотерапія може бути навіть небезпечною для культури. Клієнт-центрована терапія в основному розрахована на тривалий відрізок часу, в основному, вона довготривала (в США це вважається нормою). В наш час актуальнішими є короткотривалі сеанси, бо значна частина громадян країн України не є психологізованими клієнтами, адже психотерапією в Радянському Союзі займались лише лікарі-психіатри, а отже психотерапія мала лише медичне спрямування. Більшість психологів вважає, що клієнт-центрована психотерапія в наш час переживає кризу і її теорія потребує соціокультурних змін.